# 골라세카 문화

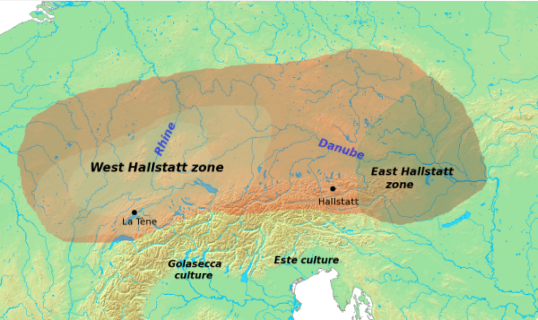
할슈타트 문화의 남쪽에 골라세카 문화의 위치

골라세카 문화(기원전 9~4세기)는 이탈리아 북부의 청동기 시대 후기 ~ 철기 시대 초기 문화로, 초기에 몬소리노 지역에서 롬바르디아주 바레세도의 골라세카에서 활판이 발굴되었다. 19세기의 조반니 바티스타 지아니 대수도원장은 도자기와 금속 물체가 있는 약 50개의 무덤을 처음으로 발견했다.
골라세카 문화의 물적 증거는 알프스 남쪽, 포강, 세리오강 및 세시아강 사이 20,000km²의 넓은 지역에 흩어져 있으며 북쪽으로는 높은 고개와 접해 있다.

## 고고학적 출처

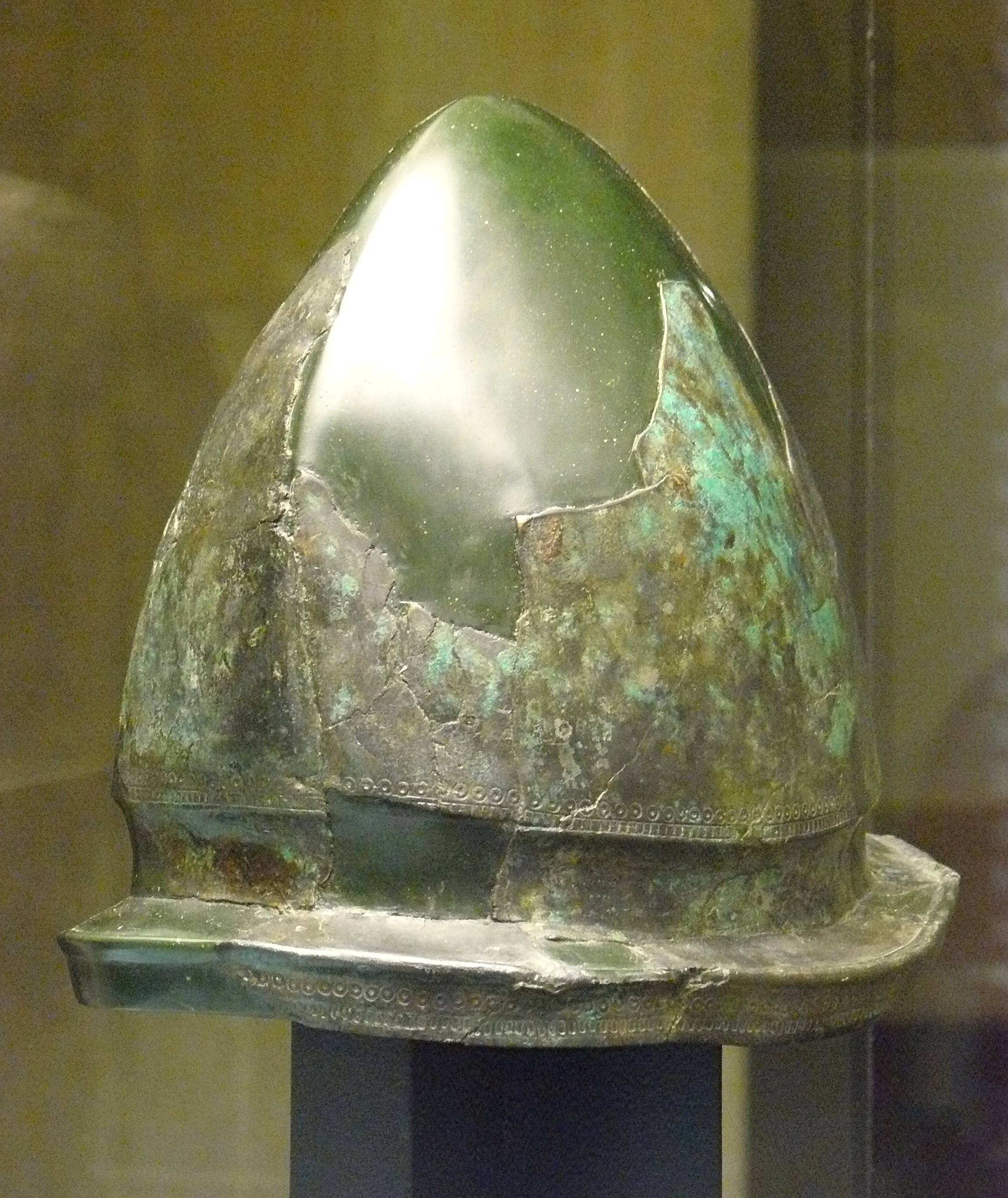
골라세카 3기(480/450 BC)에서 나온 네가우 유형의 투구

철기시대 이탈리아의 화장과 매장

골라세카 문화라는 이름은 1822년부터 골라세카 코무네의 여러 위치에서 수행된 발굴작업에서 발견된 최초의 발견에서 유래했다. 19세기 대수도원장인 조반니 바티스타 지아니(Giovanni Battista Giani, 1788–1857) 신부는 분명한 비로마인 매장지를 한니발과 스키피오 아프리카누스 사이의 기원전 218년 티키누스 전투의 유적으로 잘못 식별했다. 목록에 있는 물건의 대부분은 세스토 칼렌데, 골라세카 및 카스텔레토 소프라 티치노 지역에 위치한 서로 다른 무덤에서 나온 것이다. 지아니는 1824년에 첫 번째 보고서를 출판했지만, 그는 그 발견을 기원전 4세기 로마 사람들에 의해 만들어진 것으로 잘못 해석했다.
1865년에 유럽 고고학의 창시자인 루이 로랑 가브리엘 드 모르티예(Louis Laurent Gabriel de Mortillet)는 철기 시대 초기의 로마 이전 문화에 동일한 무덤을 올바르게 할당했으며, 할슈타트 문화와 유사성을 감안할 때 켈트족 지층일 가능성이 높다고 생각했다. 그는 그곳을 여러 번 방문하여 지아니 수도원장의 컬렉션 중 일부를 프랑스로 가져와 국립 고대 미술 컬렉션을 풍부하게 했으며, 그는 당시 보조 큐레이터였다.
발굴은 19세기 후반에 걸쳐 다양한 장소에 퍼졌다. 프랑스 국립 고고학 박물관의 큐레이터이기도 한 알렉상드르 베르트랑은 1873년에 차례로 현장을 방문하여 스스로 일부 발굴 작업을 수행했다. 1874년 스톡홀름 고고학 회의에서 프랑스, 이탈리아, 독일 고고학자들의 협력으로 골라세카 문화의 시기는 기원전 900년에서 380년까지 세 시기로 나누어 명확해졌다. 기원전 388년 갈리아의 포 계곡 침공으로 끝났다.
골라세카 문화에 대한 현대적 평가는 A. 미라 보노미가 감독한 몬소리노에서의 1965-69년 캠페인에서 파생되었다. 보다 최근의 연대기 연구는 라파엘 드 마리니에 의해 작성되었다.
카스텔레토 소프라 티치노 지역에서 2001년에서 2003년 사이에 필리포 마리아 감바리의 지휘 하에 수행된 발굴 조사에서 카스텔레토 소프라 티치노 지역(Via del Maneggio, Via Aronco, Via Repubblica)은 기원전 9세기 말에서 7세기 사이에 발전했다. 그것은 피에몬테의 최초의 원시 도시 중심의 왕조 숭배 지역에서 기원전 670년경으로 바뀌었다. 발굴조사에서 확인된 44개의 무덤 중 33개가 거의 온전한 상태였다. 목록 작성과 복원의 오랜 활동 이후, 2009년과 2010년 사이에 다목적의 방인 카스텔레토 소프라 티치노의 알비노 칼레티에서 열린 주요 전시회에서 “도시의 새벽 - 카스텔레토 티치노 도시 중심지의 첫 번째 네크로폴리스”라는 제목으로 전시되었다.

## 시기
골라세카 문화의 후속 단계는 다음과 같이 주기화된다.
1. 카네그라테 문화 : 기원전 13세기
2. 원시 골라세카: 기원전 12~10세기
  1. 유형 아스코나 I 또는 A(12세기)
  2. 유형 아스코나 II 또는 B(11세기)
  3. 유형 카 모르타 (코모) - 말펜사 (10세기)
3. 골라세카 IA: 기원전 9-8세기
4. 골라세카 IB: 기원전 8세기 말 - 7세기 초
5. 골라세카 IC: 기원전 7세기
6. 골라세카 II A: 기원전 600-550년
7. 골라세카 II B: 기원전 550-500년
8. 골라세카 III A: 기원전 500-350년
  1. G. III A 1: 기원전 500-450년
  2. G. III A 2: 기원전 450-400년
  3. G. III A 3: 기원전 400-350년

## 역사

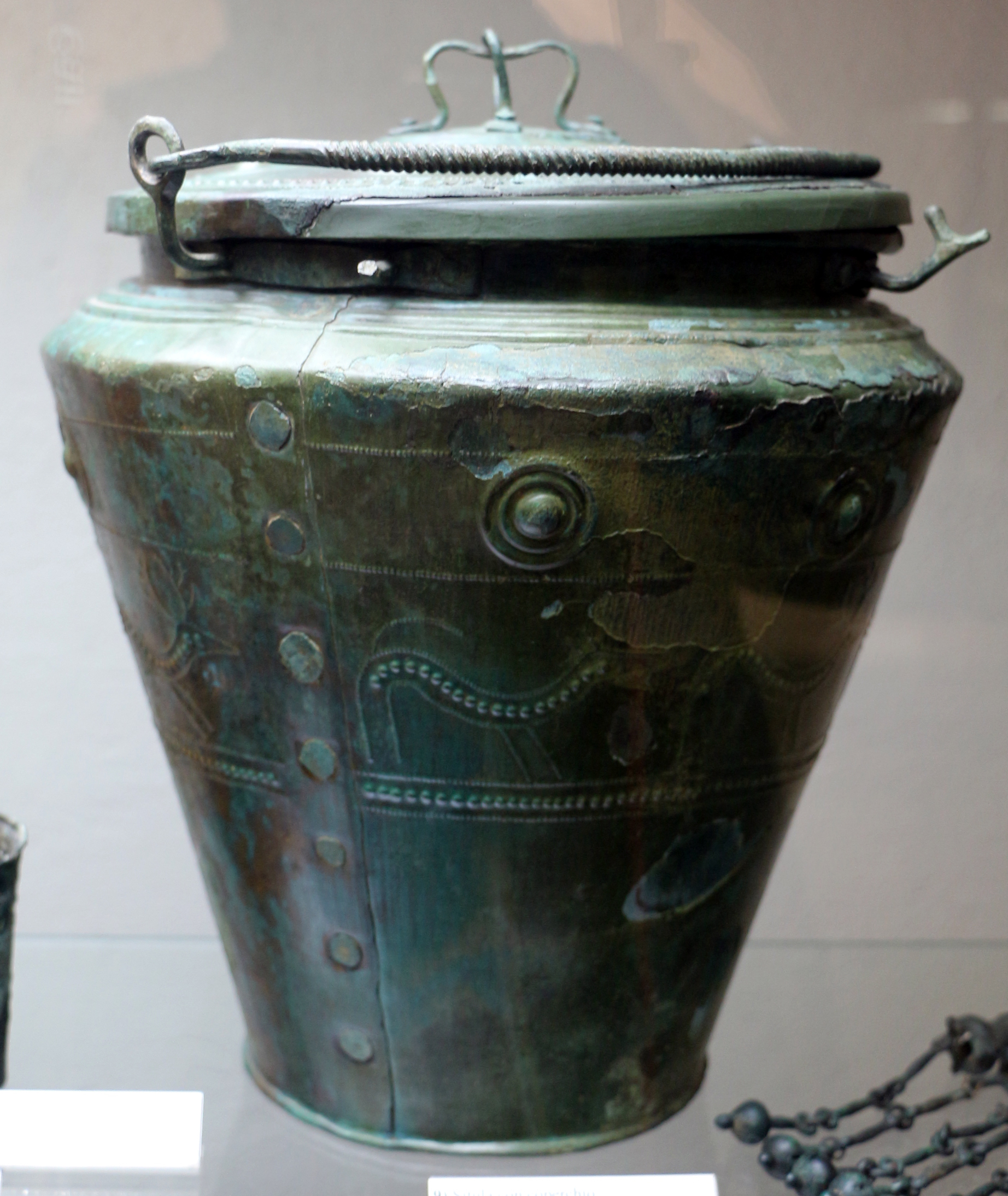
청동 시툴라, 기원전 500년

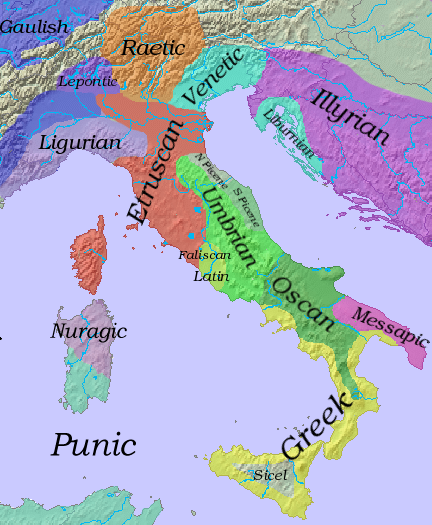
기원전 6세기 이탈리아 철기 시대의 언어들의 대략적인 분포

골라세카 문화의 특징적인 장소로는 포강 북쪽에서 아고산대까지 뻗어 있는 영토인 롬바르디아주 서부, 피에몬테주 동부, 티치노주 및 발메솔치나이다. 모두 동쪽으로 세리오강과 서쪽으로 세시아강 사이이다. 티치노가 마조레 호수에서 나가는 골라세카의 유적지는 골라세카인이 에트루리아인과 오스트리아의 할슈타트 문화 사이에 소금 가장 중요한 무역의 중개자 역할을 한 장거리 교류에 매우 적합하여, 특히 유리한 지리적 환경에서 번성했다.
상업 중재는 그리스 세계를 포함하도록 확장되었고, 기름과 포도주, 청동 물건, 아테네 도기, 향과 산호를 가져오고, 북쪽으로 더 먼 고산지대 너머의 세계, 발트해에서 호박과 청동을 만들기 주석 재료를 가져왔다.
더 넓은 의미에서, 아고산대의 골라세카 문화는 유럽 청동기 시대의 유럽 중부의 언필드 문화의 마지막 표현이다. 이 문화에서 정수는 기원전 6세기 전반에서 5세기 초반 사이에 골라세카 2기였다. 이 시기는 기원전 4세기에 갈리아 켈트족에 의해 정복될 때까지 지속되었고, 마침내 로마 공화국의 헤게모니에 통합되었다.
골라세카 문화는 편리한 참조를 위해 세 부분으로 나뉜다. 처음 두 부분은 기원전 9세기에서 5세기 전반기를 다루고 있다. 세 번째는 이 지역의 후기 철기 시대의 라텐 문화 AB와 일치한다. 기원전 4세기 말까지 확장되었으며, 켈트족의 영향이 증가하여 기원전 388년 정복 후 켈트족의 헤게모니가 절정에 달했다. 가장 초기의 발견은 청동기 시대 후기(기원전 9세기)로, 지역 문화를 바탕으로 한 것으로 보인다.
골라세카 문화에서 역사적 사회의 첫 번째 진화된 특성 중 일부는 재료의 전문적인 사용과 지역 지형의 적응에서 볼 수 있다. 초기 거주지는 강의 범람원 가장자리를 따라 원형 목조 건물이었다. 각각은 중앙에 놓인 화로 주변에 돌로 된 낮은 지하실 위에 지어졌으며 바닥에는 점토질의 강 자갈이 깔려 있었다. 물레없이 만든 손 모양의 도자기는 젯소로 장식되었다. 바퀴가 사용된 흔적은 세스토 칼렌데 유적지에 있는 전사의 무덤에 있는 마차에서 찾을 수 있다. 발트해에서 가져온 호박 구슬은 의심할 바 없이 호박길을 따라 가져왔으며, 흑요석은 장거리 무역망을 나타낸다. 7세기부터 일부 무덤에는 에트루리아 지역에서 수입된 매장 물품과 그리스 유물이 있다.
정착지는 길들여진 동물에 의존했다. 유적은 염소, 양, 돼지, 소, 말의 존재를 보여준다. 일부 콩과 식물과 곡물이 재배되었고, 견과류와 과일을 채집했다. 카스텔레토 티치노와 포르토 톨레의 통나무배는 이솔라 벨라 박물관에 보존되어 있다. 금속은 드물지만, 점점 더 많이 사용되었다.
골라세카, 세스토 칼렌데, 카스텔로 티치노와 같은 오래된 유적지는 외부 영향이 감지되기 시작하는 기원전 6세기까지 전통적인 자생적 특성을 유지했다. 기원전 5세기 초에 목축 관행으로 인해 평야에 새로운 정착지가 개발되었다.
해독된 문자(레폰투스 알파벳)는 켈트 레폰투스어로 도자기나 돌에 새겨져 있다.

## 매장

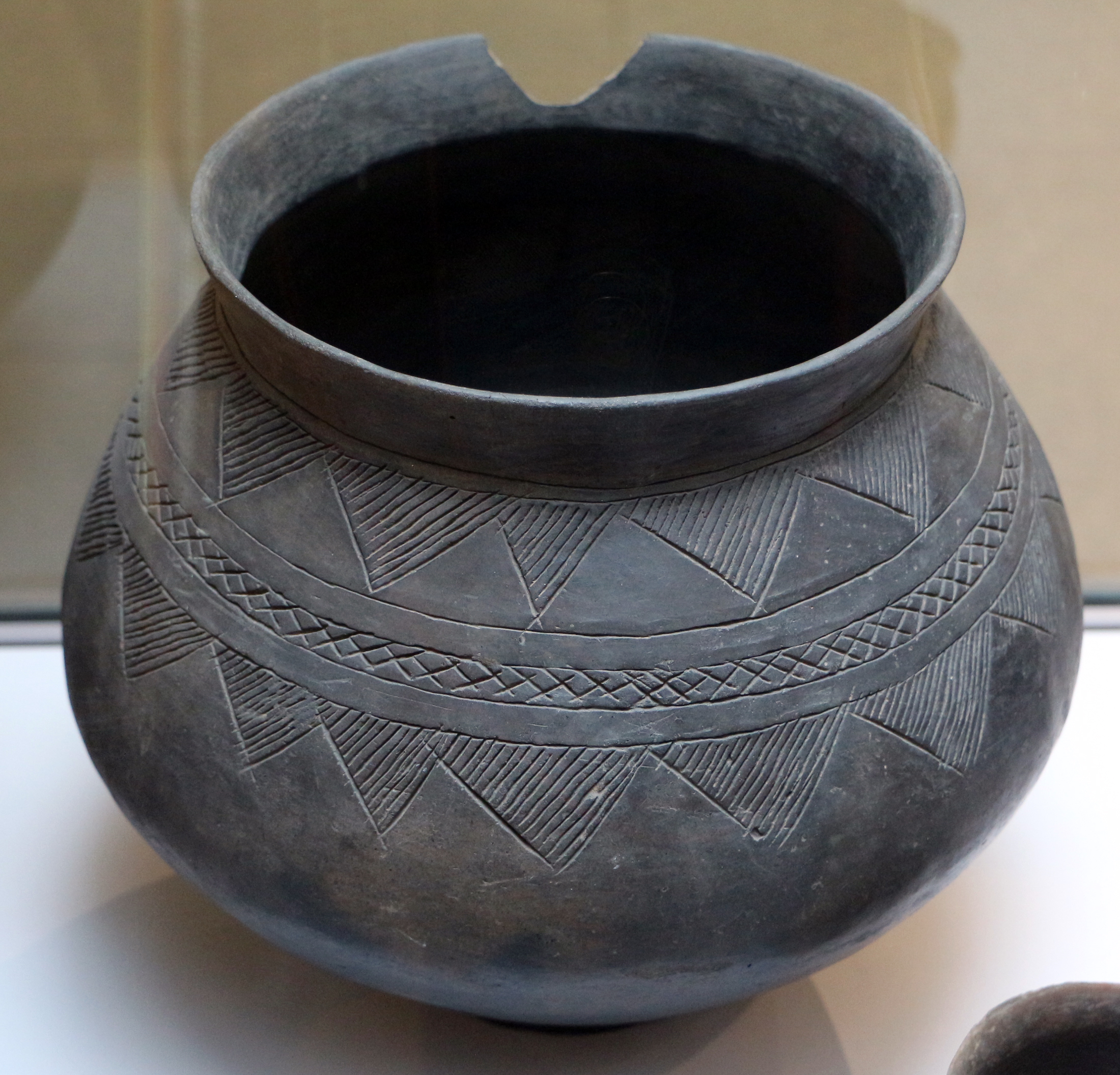
시네라리 항아리

골라세카 문화는 매장 관습으로 가장 잘 알려져 있다. 조상숭배는 경작이나 삼림벌채로 훼손되지 않은 신성한 지역인 묘지에 대한 존경심을 강요했다. 초기 시대의 매장은 태양과 관련하여 선택된 높은 위치에서 묻은 것이다. 매장 관행은 직접 매장하거나, 뚜껑이 있는 시스타에 했다. 돌원과 병렬 선돌이 발견되었다. 매장용 항아리는 키가 큰 바닥에 컵과 같은 부장품 도자기와 함께 디자인을 넣어 채색했다. 청동 부장품으로는 일반적으로 핀과 종아리뼈, 완장, 반지, 귀걸이, 펜던트와 목걸이가 있었다. 청동 그릇은 드물다. 화장 관행은 두 번째 기간(6세기 초에서 4세기 중반)까지 지속된다.
매장지 근처에서 화장한 후 테라코타 항아리에 재와 뼈를 매장하고, 흩어져 있는 묘지에서 서로 정해진 거리에 있는 발굴된 구덩이에 매장하는 것은 많은 작은 마을 정착지의 문화를 특징짓는다.
마조레 호수 남쪽의 세스토 칼렌데 유적지에는 기원전 7세기와 6세기로 거슬러 올라가는 두 개의 전차 매장지에 무기, 장신구, 커다란 시툴라와 함께 있었다. 무덤에는 사륜 마차가 포함되어 있다.
폼비아의 골라세카 문화 무덤에서 세계에서 가장 오래된 일반 홉 맥주 잔해가 발견되었다.

## 민족
기원전 6세기와 5세기에 골라세칸이 사용했던 루가노 알파벳으로 기록된 소위 레폰투스 비문에 대한 연구를 통해 미셸 르죈(1971)은 이 글을 통해 전해진 언어의 구성원을 결정적으로 켈트어족으로 확립했다.
그런 다음 기원전 4세기 이전의 북서 이탈리아에 갈리아 시대 이전의 켈트족 도시가 존재했음이 증명되었다. 카네그라테 문화의 시대(기원전 13세기), 도기와 청동 공예품에서 언필드 문화의 가장 서부 그룹( 라인- 스위스 - 프랑스 동부, 기원전 13-8세기)과 많은 공통점을 보여준다. 또는 아마도 더 가능성이 높은 가설은 더 먼 시대의 원시 켈트족의 존재가 중세 청동기 시대(기원전 16-15세기)의 시작으로 거슬러 올라갈 수 있다는 것이다. 북서부 이탈리아가 장신구를 포함한 청동 공예품의 생산과 관련하여 분구문화의 서부 집단과 밀접하게 연결되어 있는 것으로 보인다.

## 같이 보기
- 카네그라테 문화
- 켈트족
- 갈리아 키살피나
- 에스테 문화
- 레폰티족
- 이탈리아의 선사 시대
- 빌라노바 문화

## 참고 자료
- Raffaele De Marinis (1991). "I Celti Golasecchiani". In Multiple Authors, I Celti, Bompiani.
- Raffaele De Marinis (1990). Liguri e Celto-Liguri, Officine grafiche Garzanti Milano, Garzanti-Scheiwiller
- Ludwig Pauli, 1971. Die Golaseccakultur und Mitteleuropa: Ein Beitrag zur Geschichte des Handels über die Alpen (Hamburg: Hamburger Beiträge zur Archäologie). ISBN 3-87118-085-8
- Francesca Ridgeway, in David Ridgeway, Francesca Ridgeway, eds. Italy Before the Romans (Academic Press) 1979.